# Jysk
Jysk A/S é uma cadeia de retalho dinamarquesa especializada em artigos para o lar, incluindo colchões, mobiliário e decoração de interiores. Sendo o maior retalhista internacional da Dinamarca, a Jysk opera mais de 3.400 lojas em 48 países, entre eles Portugal.
O nome «Jysk» (que significa «jutlândico») reflete às raízes dinamarquesas da empresa. Foi fundada por Lars Larsen, que abriu a primeira loja na rua Silkeborgvej, na cidade dinamarquesa de Aarhus, em abril de 1979.
Atualmente, a Jysk pertence à família do seu fundador através do Lars Larsen Group, um grupo empresarial que detém total ou parcialmente outras cadeias de mobiliário, como ILVA, IDÉmøbler, IDdesign, Bolia.com e Sengespecialisten.
O logótipo da empresa apresenta um ganso, simbolicamente ligado à história da marca. Conhecida pelo seu design escandinavo, a Jysk é por vezes referida como uma versão dinamarquesa em pequena escala do IKEA.

## História
A 2 de abril de 1979, a primeira loja Jysk Sengetøjslager foi inaugurada em Aarhus, Dinamarca, onde continua a operar até hoje.
Em 1984, expandiram-se para a Alemanha sob o nome «Dänisches Bettenlager». Nesse mesmo ano, a empresa lançou a sua primeira loja franchisada na Gronelândia.
Em 1986, abriram a primeira loja nas Ilhas Faroé, seguindo-se a expansão para a Islândia em 1987. Em 1988, a Jysk entrou no mercado norueguês, inaugurando a sua primeira loja em Stavanger sob o nome «Norsk Sengetøylager».
Em 1995, começaram as operações na Finlândia. Em 1996, chegaram à América do Norte, com a primeira loja canadiana em Coquitlam.
Em 2000, entrou no mercado polaco. Em 2001, a empresa unificou a marca para simplesmente Jysk. Em 2004, abriram a primeira loja na Hungria. Em 2008, expandiram-se para o Reino Unido, com lojas inauguradas em Mansfield e Lincoln em abril, seguidas por Blackburn e York no verão.
Na década de 2010, iniciou a sua expansão pelo Cáucaso e pelo Sudeste Asiático. Em 2016, chegou a Portugal.

### Em Portugal
A 29 de julho de 2016, abriu a sua primeira loja em Portugal, no Tavira Plaza, em Tavira, no Algarve. Nos anos seguintes, continuou a expandir-se pelo país. Atualmente, tem a sua sede no Parque das Nações, em Lisboa.

## Lojas
As lojas da Jysk operam em um formato médio com uma área média de 1 300 m2.
A Jysk Nordic operava mais de 1 500 lojas em 21 países, incluindo a Escandinávia e a Europa Central e de Leste. A Dänisches Bettenlager operava mais de 1 300 lojas na Alemanha, Áustria, Suíça, Itália, França, Espanha e Portugal.
O nome "Dänisches Bettenlager" foi utilizado até 2020 na Áustria e até 2021 na Alemanha, que é o maior mercado da Jysk, enquanto as lojas na Suíça, Itália, França, Espanha e Portugal usavam o nome Jysk.
Atualmente, a Jysk Nordic e a Dänisches Bettenlager fundiram-se numa única entidade, a Jysk.